# Ruta pinnata
Ruta pinnata — вид квіткових рослин родини Рутові (Rutaceae), ендемік Канарських островів (Тенерифе).

## Опис

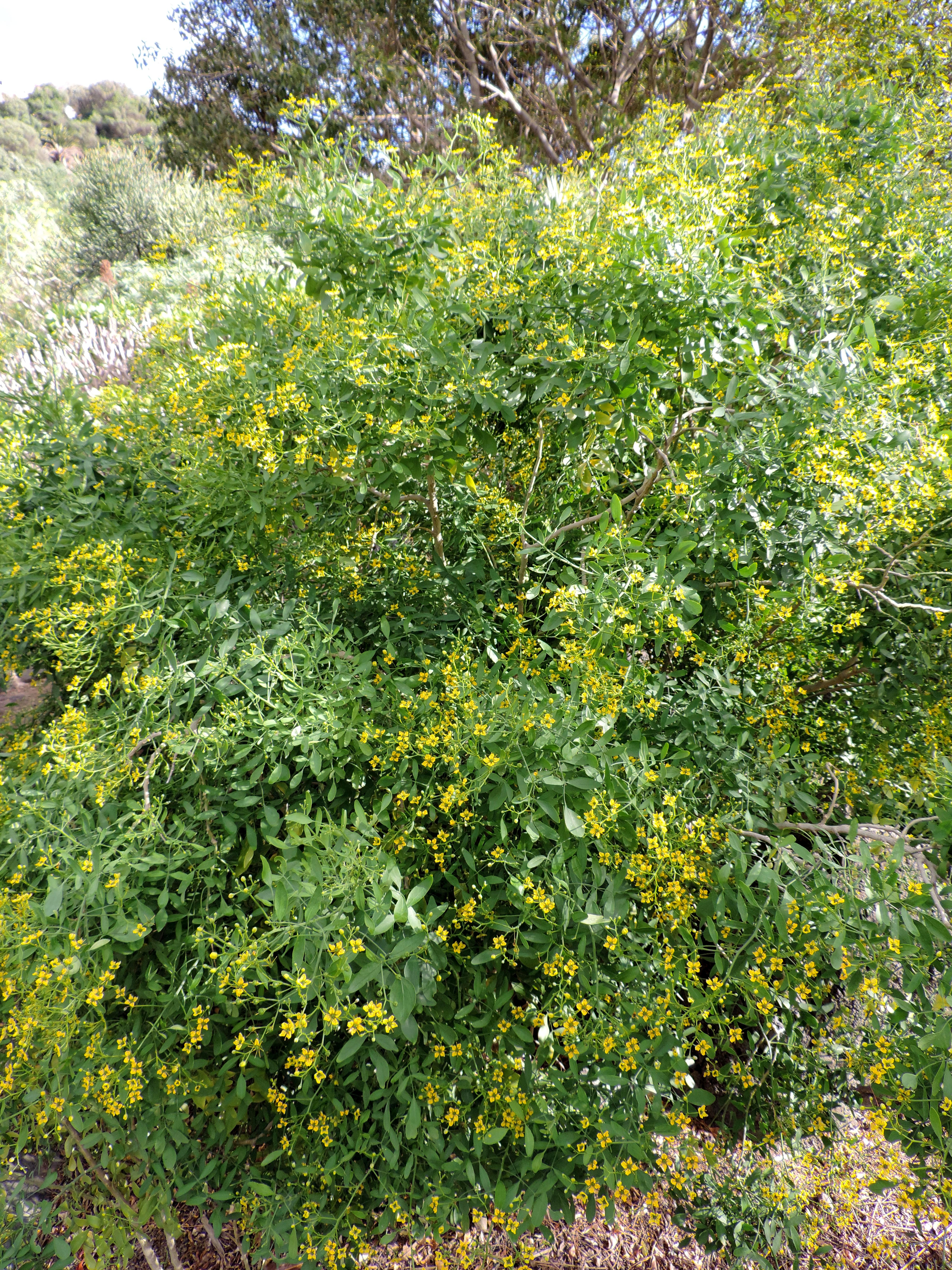

Це нещільний кущ із перистим листям світло-зеленого кольору та цілими листовими фрагментами.

## Поширення
Ендемік Канарських островів (Тенерифе)